# Pseudoxya diminuta
Pseudoxya diminuta är en insektsart som först beskrevs av Walker, F. 1871.  Pseudoxya diminuta ingår i släktet Pseudoxya och familjen gräshoppor. Inga underarter finns listade i Catalogue of Life.

## Bildgalleri

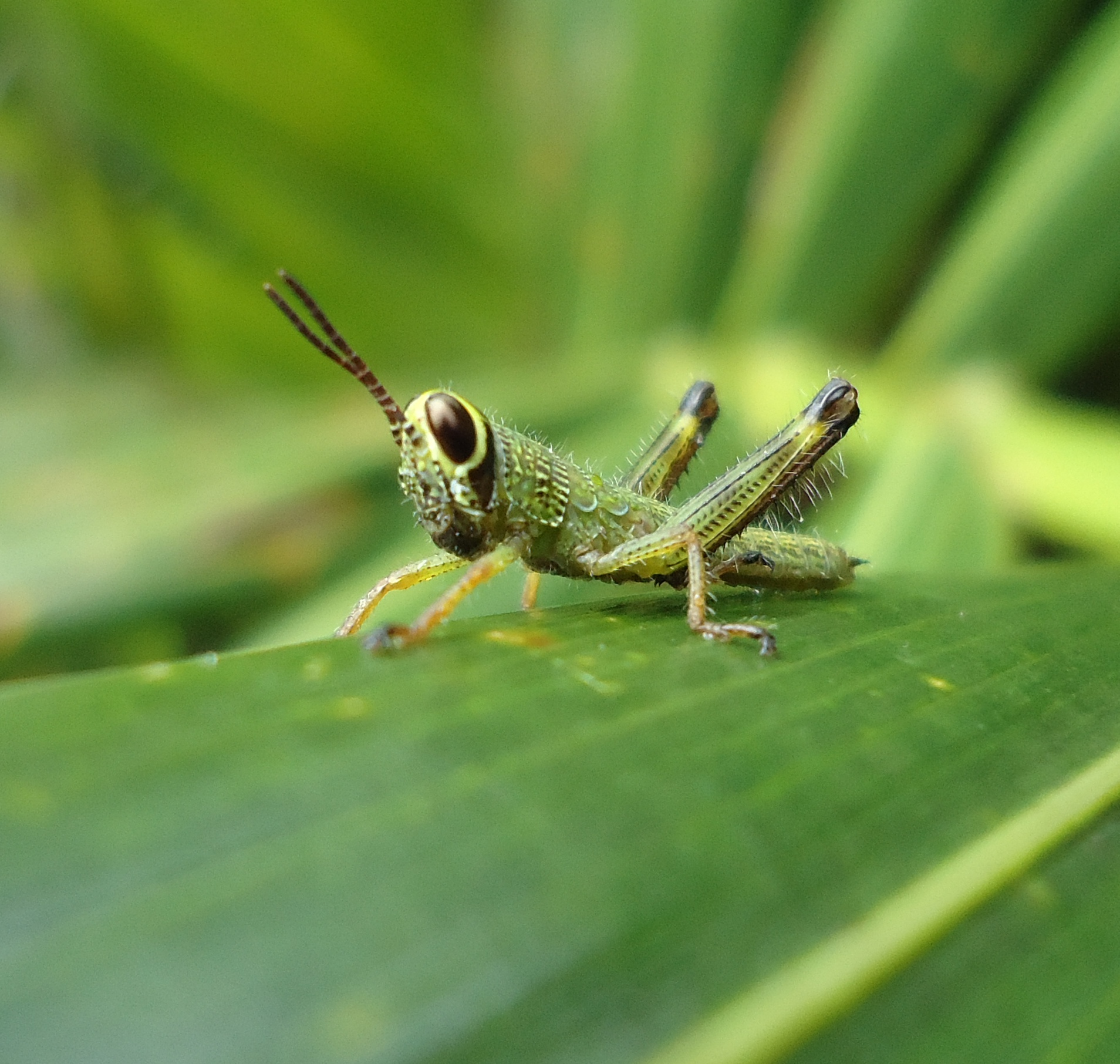